# Diogo de Teive (navegador)

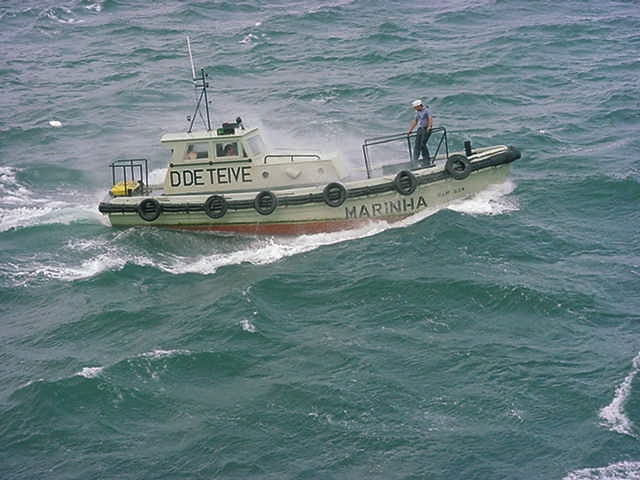
Diogo de Teive, barco da Capitania do Porto da Praia da Vitória, ilha Terceira, Açores cujo nome foi dado em homenagem ao navegador.

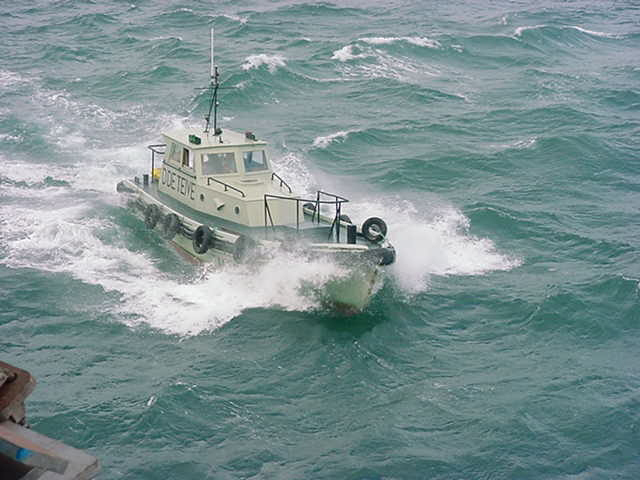
Diogo de Teive, barco da Capitania do Porto da Praia da Vitória, em dia de mar bravo.

Diogo de Teive (Porto, c. 1415 — Lisboa?, c. 1474) foi capitão de caravela e escudeiro do Casa do Infante D. Henrique. Realizou pelo menos duas viagens de exploração dos mares a oeste dos Açores, sendo-lhe atribuído o reconhecimento das ilhas do Grupo Ocidental dos Açores (Flores e Corvo) de que foi donatário. Participou no processo inicial de povoamento da ilha Terceira, como ouvidor do capitão do donatário, recebendo terras na Serra de Santiago, arredores da Praia.

## Biografia
Diogo de Teive era filho de Lopo Afonso de Teive, escudeiro da Casa do Infante e juiz ordinário na cidade do Porto, e de sua mulher Leonor Gonçalves Ferreira, irmã do bispo de Coimbra, D. Álvaro Ferreira, que governou aquela diocese entre 1431 e 1444. Casou com Maria Gonçalves de Vargas, casamento de que nasceram o navegador João de Teive e Catarina de Teive de Gusmão. Tal como seu pai, foi escudeiro da casa do Infante D. Henrique.
Por volta de 1450, e na sequência da doação da capitania da ilha Terceira a Jácome de Bruges, terá participado numa viagem de exploração àquela ilha, onde é apontada a sua presença em 1451. Por esse ano, e no ano seguinte, realizou pelo menos duas viagens de exploração para oeste do arquipélago dos Açores. 
Em resultado dessas viagens, no ano de 1452 é atribuída a Diogo de Teive e João de Teive, seu filho do casamento com Leonor Gonçalves Vargas, a descoberta das ilhas das Flores (Flores e Corvo), as últimas a serem reconhecidas no arquipélago dos Açores. Esta descoberta ocorreu  no regresso da sua segunda viagem, sendo aquelas ilhas inicialmente consideradas um novo arquipélago, com o nome de ilhas Floreiras ou ilhas Foreiras.
Nesta viagem, em exploração do Atlântico para noroeste, para além da descoberta das ilhas do Grupo Ocidental açoriano, terá reconhecido os bancos da Terra Nova, ou mesmo a Terra Nova, embora alguns autores contestem essa possibilidade.
Estas viagens às águas da América do Norte granjearam-lhe fama, sendo referido por D. Fernando Colombo na obra em que reconta a vida de seu pai, Cristóvão Colombo, e por Bartolomé de Las Casas, como o navegador que cerca de 40 anos antes de Colombo empreendera uma viagem às Américas.
No regresso da sua viagem de 1452 foi ao Algarve dar notícia do reconhecimento das duas ilhas do ocidente açoriano. Sabe-se que após essa estadia no Algarve, ainda no ano de 1452, partiu para a ilha da Madeira para cumprir o contrato que estabelecera com o infante D. Henrique, assinado por este em Albufeira a 5 de dezembro de 1452, pelo qual se comprometia a construir naquela ilha um engenho de água para a produção de açúcar e a entregar a terça parte da sua produção ao infante. Depois disto, passou a estar bem documentada a sua estada na ilha da Madeira, onde viveu até finais da década de 1460.
Por finais da década de 1460 passou à ilha Terceira, como ouvidor, uns dizem que do capitão Jácome de Bruges outros, talvez com mais razão, ouvidor do duque donatário. Na ilha Terceira fez as vezes de capitão, distribuindo dadas de terras e entrou em litígio com Jácome de Bruges devido à disputa pela posse da Serra de Santiago na Praia. Alguns investigadores sugerem que esteve relacionado com o desaparecimento do flamengo Jácome de Bruges, capitão do donatário da ilha Terceira. Essas sugestões fundamentam-se na historiografia tradicional, apoiada nos cronistas, que o indica como responsável pela morte do capitão Bruges, a quem teria mandado assassinar.
Com o seu filho, João de Teive, deteve direitos sobre as ilhas das Flores e Corvo até 1474, ano em que D. Fernão Teles de Meneses, 4.º senhor de Unhão, casado com D. Maria de Vilhena, comprou os direitos sobre as referidas ilhas. Essa compra foi confirmada por carta régia de 25 de Janeiro de 1475, e por ela fica-se a saber que Diogo de Teive foi senhor daquela ilha e que a transmitiu a seu filho João de Teive e que já tinha morrida nessa data. O problema é saber desde quando detinha o senhorio da ilha, porque não resta dúvida que a ilha das Flores e a do Corvo integraram a donataria do Infante D. Henrique e de D. Fernando. Possivelmente foi senhor das Flores depois da morte do infante D. Fernando, em 1470.
A historiografia tradicional açoriana narra que Diogo de Teive se dirigiu a Lisboa, onde pretendia dar avanço ao pleito que mantinha contra os herdeiros de Jácome de Bruges sobre a posse das terras situadas na Serra de Santiago, e que aí terá morrido, continuando seu filho, João de Teive, o referido pleito. Sobre a morte de Diogo de Teive em Lisboa a historiografia apresenta várias versões indocumentadas, a mais comum, seguida pelo padre António Cordeiro, reza que quando a esposa de Jácome de Bruges chegou à Corte, «nela achou preso a Diogo de Teive por crimes, que ali tinha cometido, e queixando‑se a El‑Rei de que ele lhe matara seu marido, El‑Rei o mandou notificar à prisão para que, dentro de dez dias, desse conta do capitão Bruges, ou declarasse onde estava vivo ou morto. Foi tal a paixão que concebeu Diogo de Teive com esta notificação régia, que logo ao sexto dia morreu». Outra versão diz: «Quis ele mesmo acompanhar os processos até Lisboa, julgando talvez que a sua presença seria o bastante para obter sentença favorável no tribunal superior; mas, sabendo previamente D. Afonso V, quais as suas perversidades, logo o mandou prender. D. Sancha Rodrigues d'Arce, tendo sido prevenida desta prisão, lançou-se aos pés de El-Rei pedindo justiça contra Diogo de Teive, a quem imputava o crime de assassinato na pessoa de seu defunto marido. Ouvida esta queixa com toda a atenção, por D. Afonso V, a quem sensibilizaram as lágrimas da desolada viúva, mandou intimar imediatamente o réu, na sua prisão, para que no prazo de dez dias desse conta de Jácome de Bruges, aliás procederia contra ele. Vendo Diogo de Teive que chegava a hora da expiação dos seus crimes, e que a sua consciência o arguia do mal que tinha feito, cheio de remorsos e vergonha, suicidou-se ao sexto dia, acabando por esta forma uma das causas principais da anarquia, que, por algum tempo, reinou na ilha Terceira».
São vários os membros desta família (Teive) que tiveram papel de relevo na Ribeira Brava (ilha da Madeira) e no país. Destacaram-se, entre outros, Gaspar de Teive (Séc. XVI), D. Aleixo de Teive (século XVI), frei António de Teive (teólogo, frade de Santo Agostinho, prior de Castelo Branco e Vila Viçosa), Baltazar de Teive (século XVI), e ainda um outro Diogo de Teive, nascido no século XVIII que foi «pagem, e depois, gentil homem do Rei D. Filipe». Segundo os nobiliários, o humanista quinhentista Diogo de Teive era seu sobrinho-neto.